# Spy Hill
Spy Hill es un pueblo canadiense situado en la provincia de Saskatchewan.

## Superficie
Spy Hill tiene una superficie de 1,15 km².

## Demografía
En 2021, tenía 173 habitantes, una densidad poblacional de 150,4 hab./km², y 116 viviendas.